# Ye (album)
A Ye (stilizálva: ye) Kanye West, amerikai rapper nyolcadik stúdióalbuma, amely 2018. június 1-én jelent meg. Egy TMZ-vel készített interjúban, amely felháborodást okozott, West újra felvette az egész albumot két hét alatt a West Lake Ranchen, Wyomingban.
Az albumon közreműködött többek között PartyNextDoor, Ty Dolla Sign, Kid Cudi, Charlie Wilson, Jeremih és 070 Shake, míg a producerek West és Mike Dean, számos egyéb előadó mellett. Pusha T Daytona albumának megjelenését követően a Ye volt a második az öt albumból, amelynek West volt a producere a Wyoming Sessions idején és hetente jelentek meg. A Yet követte a Kids See Ghosts, egy közös projekt Kid Cudival, majd Nas Nasir és Teyana Taylor K.T.S.E. albuma.
A Yikes és az All Mine volt a két kislemez az albumról, amelyek 2018 nyarán jelentek meg. Megjelent egy dalszöveg-videó is a Violent Crimeshoz. Mindkét kislemez a Billboard Hot 100 húsz legjobb helyéig jutott, az albumot pedig pozitívan fogadták a zenekritikusok, bár a dalszövegek tartalmát néhányan kritizálták. 2018 egyik legjobb albumának nevezték többen is, többek közt az NME és a Pitchfork.
A Ye West nyolcadik albuma lett sorozatban, amely a Billboard 200 élén debütált, ezzel beállítva Eminem rekordját. Első helyet ért el ezen kívül Ausztráliában, Kanadában, Észtországban, Írországban és Új-Zélandon, illetve elérte az első helyet Csehországban, Dániában, Izlandon, Hollandiában, Norvégiában, Svédországban és az Egyesült Királyságban. Az album arany minősítést kapott az Amerikai Hanglemezgyártók Szövetségétől (RIAA) és a Brit Hanglemezgyártók Szövetségétől (BPI).

## Témák és dalszöveg
A Ye betekintést ad West elméjébe és az ő karakterére fókuszál. Az albumon szó van West mentális egészségéről, kiemelten a Ghost Town című dalon. A téma ellentétes a The Life of Pabloval, amely a hírnév sötét oldalára és a családra koncentrál. Beszél a Yen bipoláris zavarjáról, öngyilkos gondolatokról.
Az albumnyitó I Thought About Killing Youn West bevallja, hogy gondolkozott már öngyilkosságon és gyilkosságon is. A Yikeson pszichoaktív drogokról és mentális betegségéről rappel. Az All Mine szexuálisabb témájú. A Wouldn’t Leave-en a rabszolgaságról való nézeteiről beszél és kapcsolatáról Kim Kardashiannel. A No Mistakesen West multimilliomos éne szerepel, míg a Ghost Townon feltárja elméjét.

## Megjelenés
2018. április 27-én, miután West Wyomingba utazott, bejelentette a Lift Yourself dal megjelenését. Két órával a Lift Yourself után bemutatta a Ye vs. the People-t, amelyen közreműködött T.I. Végül egyik dal se kapott helyett az albumon. Az Extacy című dal eredetileg a második szám lett volna a Yen, de a Yikes vette át a helyét. Az Extacy végül 2018. augusztus 11-én jelent meg XTCY címen.
A Ye világszerte 2018. június 1-én jelent meg digitális letöltésként a GOOD Music és a Def Jam kiadókon keresztül. Július 20-án kiadták CD-n is, majd hanglemezen július 27-én. Ugyan a Yeezus és a The Life of Pablo bootleg formában megtalálható volt, a Watch the Throne óta ez volt West első albuma, amit hivatalosan kiadott lemezen.
2018. május 31-én egy két órás bulin mutatták be a az albumot Jackson Hole-ban. A 150 vendég között volt Ty Dolla Sign, Kid Cudi, Nas, Pusha T, Desiigner, 2 Chainz, Big Sean és Cyhi the Prynce. Az album címét a buli kezdete előtt nem sokkal jelentette be Chris Rock.

## Cím és albumborító

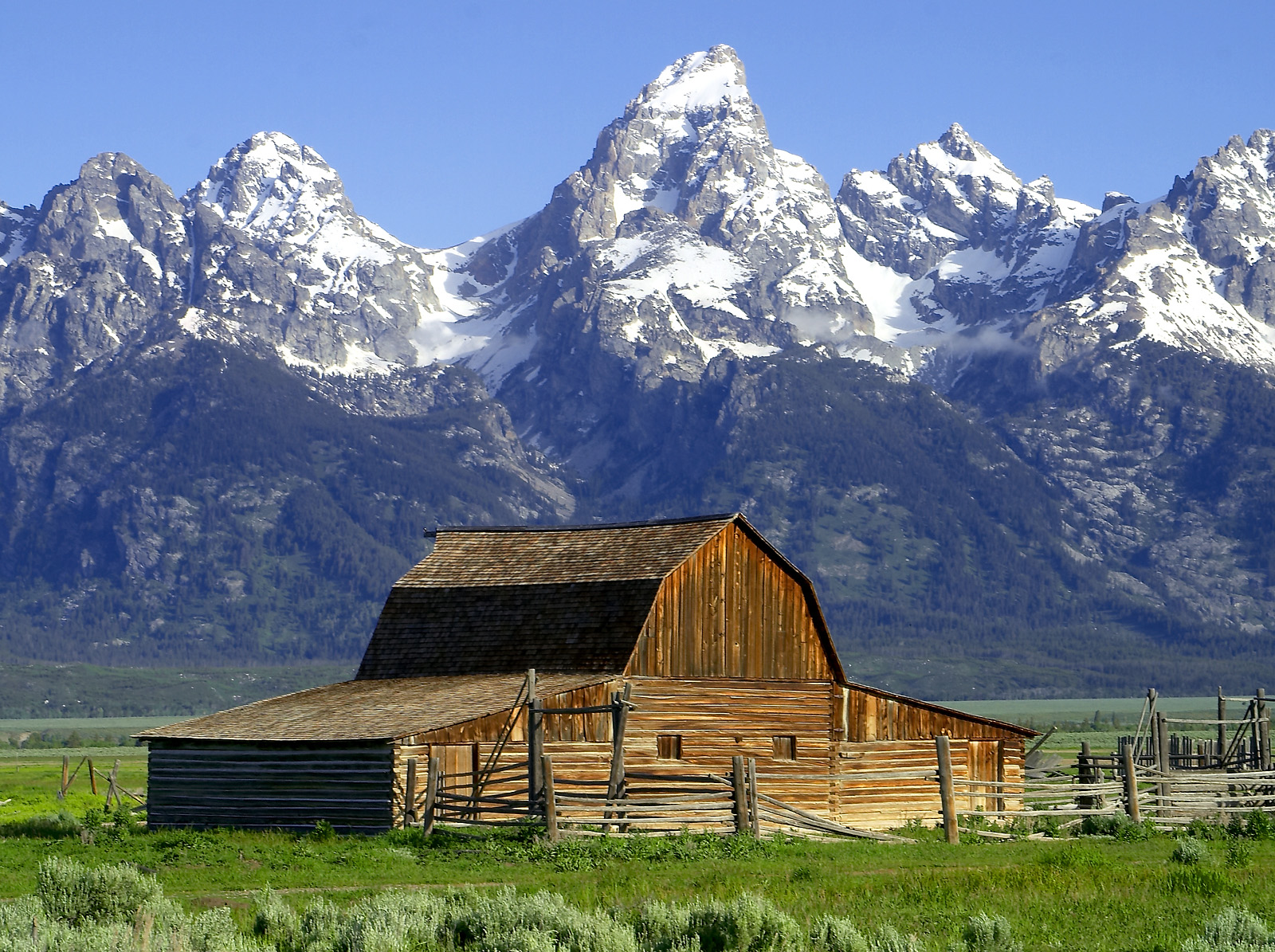
A Teton Range a Jackson Hole-völgyből

A Ye albumborítóját West készítette telefonjával, mikor úton voltak feleségével az album bemutatására 2018. május 31-én, pár órával annak megjelenése előtt. A képen a Teton Range hegyvonulat látható Jackson Hole-ból, ahol az albumot felvették. A borítón a „Utálok bipoláris lenni, fantasztikus” felirat olvasható angolul, neonzöld színben. West az album borítójával jelentette be hivatalosan, hogy bipoláris zavarban szenved.
Egy Big Boy-jal készült interjúban West megmagyarázta az album jelentését, amely a nevének egy szótagja, amit gyakran használ dalaiban. „Tudtommal a ’ye’ a legtöbbet használt szó a Bibliában és a Bibliában az a jelentése, hogy ’te’. Szóval én vagyok te, én vagyok mi, mi vagyunk. Kanye-ból indult ki, amelynek jelentése ’az egyetlen’ és Ye lett - ami tükrözi a jóságainkat, a rossz dolgokat, a zavarainkat, mindent.” Ennek ellenére a „ye” nem a legtöbbet használt szó a Bibliában. 2018 júniusában Twitteren írta, hogy az egója nélkül „csak Ye.”
2022. október 28-án egy korábbi üzleti partnere a CNN-nek nyilatkozott arról hogy West Hitler címen akarta megjelentetni az albumot.

## Díjak és jelölések
| Év   | Díjátadó                    | Kategória                             | Jelölt/munka | Eredmény | For.   |
| ---- | --------------------------- | ------------------------------------- | ------------ | -------- | ------ |
| 2019 | Fonogram - Magyar Zenei Díj | Az év külföldi rap- vagy hiphopalbuma | Ye           | Jelölve  | [ 24 ] |
| 2019 | Grammy-díj                  | Az év producere, nem klasszikus       | Kanye West   | Jelölve  | [ 25 ] |

## Számlista
| Ye    | Ye                                              | Ye | Ye                                                                | Ye    | Ye | Ye | Ye | Ye | Ye |
|       | Cím                                             | Szerző(k) | Producer(ek)                                                      | Hossz |    |    |    |    |    |
| ----- | ----------------------------------------------- | --- | ----------------------------------------------------------------- | ----- | -- | -- | -- | -- | -- |
| 1.    | I Thought About Killing You                     | Kanye West Mike Dean Francis Farewell Starlite Benjamin Levin Cydel Young Dexter Mills Malik Yusef Richard Cowie Joseph Adenuga Olaitan Kenneth Preshon Terrence Boykin | West Francis and the Lights Benny Blanco Dean Andy C Aaron Lammer | 4:34  |    |    |    |    |    |
| 2.    | Yikes                                           | West Dean James Mbarack Achieng Ayub Ogada Aubrey Graham Young Mills Danielle Balbuena Jordan Jenks Asten Harris Yusef Preshon Boykin Jordan Thorpe                     | West Dean Pi’erre Bourne Apex Martin                              | 3:08  |    |    |    |    |    |
| 3.    | All Mine                                        | West Dean Starlite Young Mills Jeremih Felton Balbuena Ant Clemons Uforo Ebong Tyrone Griffin Jr. Yusef Preshon Boykin Thorpe                                           | West Dean Francis and the Lights Scott Carter                     | 2:25  |    |    |    |    |    |
| 4.    | Wouldn’t Leave (PartyNextDoor közreműködésével) | West Dean Reverend W.A. Donaldson Griffin, Jr. Justin Vernon Jahron Brathwaite Starlite Yusef Noah Goldstein Felton Preshon Boykin Thorpe                               | West Ty Dolla Sign Dean Goldstein                                 | 3:25  |    |    |    |    |    |
| 5.    | No Mistakes                                     | West Dean Edwin Hawkins Ricky Walters Che Pope Young Yusef Preshon Boykin                                                                                               | West Pope Caroline Shaw Dean Eric Danchick                        | 2:03  |    |    |    |    |    |
| 6.    | Ghost Town (PartyNextDoor közreműködésével)     | West Dean Trade Martin Shirley Ann Lee Brathwaite Young Mills Balbuena Starlite Yusef Carole Bayer Sager Helen Jayne Culver Goldstein Preshon Boykin Thorpe             | West Dean Francis and the Lights Benny Blanco Goldstein           | 4:31  |    |    |    |    |    |
| 7.    | Violent Crimes                                  | West Balbuena Dean Kevin Parker James Ireland Griffin, Jr. Yusef 7 Aurelius Irving Lorenzo Thorpe                                                                       | West Irv Gotti 7 Aurelius                                         | 3:35  |    |    |    |    |    |
| 23:41 |                                                 | |                                                                   |       |    |    |    |    |    |

Feldolgozott dalok
- I Thought About Killing You: Fr3sh, eredetileg: Kareem Lotfy.
- Yikes: Kothbiro, eredetileg: Black Savage.
- Wouldn’t Leave: Baptizing Scene, eredetileg: Reverend W.A. Donaldson.
- No Mistakes: Children (Get Together), eredetileg: Edwin Hawkins Singers; Hey Young World, eredetileg: Slick Rick.
- Ghost Town: Take Me for a Little While, eredetileg: The Royal Jesters; Someday, eredetileg: Shirley Ann Lee.

## Közreműködő előadók
| Utómunka - Jess Jackson – keverés - Mike Dean – keverés, hangmérnök - Mike Malchicoff – hangmérnök - Zack Djurich – hangmérnök - Andrew Dawson – hangmérnök, programozás (2, 7) - Noah Goldstein – hangmérnök (2, 6), felvételek (4) - William J. Sullivan – hangmérnök (5) - Mauricio Iragorri – felvételek (6) - Sean Solymar – asszisztens hangmérnök - felvételek (1–5) - Mike Snell – asszisztens hangmérnök - remix (7) | Vokál - Ty Dolla Sign – vokál (3, 4, 7) - Ant Clemons – vokál (3) - Jeremih – vokál (4) - Kid Cudi – vokál (5, 6) - Charlie Wilson – vokál (5) - Caroline Shaw – vokál (5) - 070 Shake – vokál (6, 7) - Nicki Minaj – hang (7) |

## Slágerlisták
| Slágerlista (2018)                        | Legmagasabb pozíció |
| ----------------------------------------- | ------------------- |
| Ausztrál albumlista (ARIA)                | 1                   |
| Ausztrál Urban-albumlista (ARIA)          | 1                   |
| Belga albumlista (Ultratop Flanders)      | 6                   |
| Belga albumlista (Ultratop Wallonia)      | 18                  |
| Brit albumlista (OCC)                     | 2                   |
| Brit R&B-albumlista (OCC)                 | 1                   |
| Cseh albumlista (ČNS IFPI)                | 3                   |
| Dán albumlista (Hitlisten)                | 2                   |
| Észt albumlista (Eesti Tipp-40)           | 1                   |
| Finn albumlista (Suomen virallinen lista) | 10                  |
| Francia albumlista (SNEP)                 | 19                  |
| Holland albumlista (Album Top 100)        | 3                   |
| Izlandi albumlista (Plötutíðindi)         | 3                   |
| Ír albumlista (IRMA)                      | 1                   |
| Japán Hot albumlista (Billboard Japan)    | 47                  |
| Kanadai albumlista (Billboard)            | 1                   |
| Litván albumlista (AGATA)                 | 33                  |
| Német albumlista (Offizielle Top 100)     | 25                  |
| Német albumlista (Top 20 Hip Hop)         | 6                   |
| Norvég albumlista (VG-lista)              | 2                   |
| Olasz albumlista (FIMI)                   | 18                  |
| Osztrák albumlista (Ö3 Austria)           | 12                  |
| Portugál albumlista (AFP)                 | 43                  |
| Skót albumlista (OCC)                     | 13                  |
| Spanyol albumlista (PROMUSICAE)           | 59                  |
| Svájc albumlista (Schweizer Hitparade)    | 7                   |
| Svéd albumlista (Sverigetopplistan)       | 5                   |
| US Billboard 200                          | 1                   |
| US Top R&B/Hip-Hop albumlista (Billboard) | 1                   |
| US Vinyl albumlista (Billboard)           | 1                   |
| Új-Zéland-i albumlista (RMNZ)             | 1                   |

| Év   | Slágerlista                               | Pozíció |
| ---- | ----------------------------------------- | ------- |
| 2018 | Ausztrál albumlista (ARIA)                | 58      |
| 2018 | Belga albumlista (Ultratop Flanders)      | 118     |
| 2018 | Dán albumlista (Hitlisten)                | 91      |
| 2018 | Észt albumlista (Eesti Tipp-100)          | 52      |
| 2018 | Kanadai albumlista (Billboard)            | 47      |
| 2018 | US Billboard 200                          | 50      |
| 2018 | US Top R&B/Hip-Hop albumlista (Billboard) | 30      |
| 2018 | Új-Zéland-i albumlista (RMNZ)             | 41      |
| 2019 | Ausztrál Urban-albumlista (ARIA)          | 52      |

## Minősítések
| Régió                    | Minősítések | Példányszám |
| ------------------------ | ----------- | ----------- |
| Dánia (IFPI Denmark)     | Aranylemez  | 10 000      |
| Egyesült Államok (RIAA)  | Aranylemez  | 500 000     |
| Egyesült Királyság (BPI) | Aranylemez  | 60 000      |

## Kiadások
| Régió       | Dátum            | Kiadó(k)     | Formátum(ok)                 | For.   |
| ----------- | ---------------- | ------------ | ---------------------------- | ------ |
| Világszerte | 2018. június 1.  | GOOD Def Jam | digitális letöltés streaming | [ 68 ] |
| Világszerte | 2018. július 20. | GOOD Def Jam | CD                           | [ 69 ] |
| Világszerte | 2018. július 27. | GOOD Def Jam | Hanglemez                    |        |